# Orion Reederei
Die Hamburger Orion Reederei GmbH & Co. KG, ehemals: Orion Bulkers GmbH & Co. KG (Eigenschreibung: »ORION« BULKERS), bis 2005 „Orion“ Schiffahrts-Gesellschaft Reith & Co., betreibt Massengutschiffe verschiedener Größen und ist vorwiegend in der Trampschifffahrt beschäftigt.

## Einzelheiten
Die heutige Reederei ging 2005 aus der Reederei Orion Schiffahrts-Gesellschaft Reith & Co. hervor. Deren Wurzeln liegen in einer am 7. April 1931 in Rostock geschlossenen Partnerschaft der 1901 gegründeten Reederei Johann M. K. Blumenthal. Im Jahr 1939 verlegte die Reederei den Hauptsitz nach Hamburg,  um näher an den Großkunden zu sein und sich in Deutschlands Haupthafen zu präsentieren.
Bis in die 1970er und 1980er Jahre betrieb die „Orion“-Reederei hauptsächlich Zweithandtonnage und begann in den frühen 1990er Jahren mit einem Neubauprogramm auf japanischen Werften. Insgesamt wurden mehr als 200 Seeschiffe, hauptsächlich Stückgut-, Container-, und Massengutschiffe unter der Flagge von Orion betrieben.
Seit der geschäftlichen Aufspaltung zwischen den vorstehenden Reith-Brüdern am 1. Juli 2005 wurde der vorher gemeinsame Betrieb in den Reedereien Johann M. K. Blumenthal unter der Führung von Matthias-K. Reith und  die Orion Reederei GmbH & Co. KG wird in der vierten und fünften Generation von Johann Stephan Reith und Johann-Philipp Reith geleitet.
Die Verwaltung wird von etwa 45 Fachleuten an Land durchgeführt, in der »Orion«-Flotte von 35 Massengutfrachtern mit einer Tragfähigkeit zwischen 24.021 und 178.076 Tonnen werden rund 700 Seeleute beschäftigt. Die Reedereiflotte besteht aus mehreren Baureihen von Serienschiffen der Größenordnungen Handysize, Capesize, Panamax und Supramax, die Gesamtlast des Fuhrparks beträgt 2.690.608 Tonnen. Das Alter der Schiffe ist mit durchschnittlich sechs Jahren sehr jung. Im Jahr 2010 wurden etwa sieben Millionen Tonnen, im Jahre 2015 wurden etwa sechzehn Millionen Tonnen Fracht befördert.  Vorherrschende Ladungen waren Getreide, Kohle, Eisenerz, Düngemittel und Stahlladungen.

## Flotte
| Schiffsname    | Schiffstyp | Tragfähigkeit | Baujahr | Werft                                     | Kräne                        | Frachträume | Ladeluken | Klassifizierung | Flagge         |
| -------------- | ---------- | ------------- | ------- | ----------------------------------------- | ---------------------------- | ----------- | --------- | --------------- | -------------- |
| Baltia         | Panamax    | 75.776        | 2005    | Sanoyas Shipbuilding Corporation          | Kranlos                      | 7           | 7         | NK              | Malta          |
| Banzai         | Panamax    | 74.222        | 2002    | Namura Shipbuilding Co.                   | Kranlos                      | 7           | 7         | NK              | Liberia        |
| Bellatrix      | Panamax    | 77.053        | 2006    | Oshima Shipbuilding Co.                   | Kranlos                      | 7           | 7         | NK              | Liberia        |
| Belo Horizonte | Panamax    | 81.681        | 2012    | Taizhou Sanfu Ship Engineering Co.        | Kranlos                      | 7           | 7         | LR              | Liberia        |
| Berlin         | Panamax    | 76.600        | 2009    | Imabari Shipbuilding Co.                  | Kranlos                      | 7           | 7         | NK              | Liberia        |
| Beteigeuze     | Panamax    | 77.089        | 2007    | Oshima Shipbuilding Co.                   | Kranlos                      | 7           | 7         | NK              | Liberia        |
| Blumenau       | Panamax    | 81.652        | 2012    | Taizhou Sanfu Ship Engineering Co.        | Kranlos                      | 7           | 7         | NK              | Liberia        |
| Bontia         | Panamax    | 76.623        | 2001    | Imabari Shipbuilding Co.                  | Kranlos                      | 7           | 7         | NK              | Liberia        |
| Boreal         | Panamax    | 74.181        | 2002    | Namura Shipbuilding Co.                   | Kranlos                      | 7           | 7         | NK              | Liberia        |
| Brahms         | Panamax    | 75.003        | 2011    | Penglai Zhongbai Jinglu Ship Industry Co. | Kranlos                      | 7           | 7         | NK              | Malta          |
| Caro           | Capesize   | 178.006       | 2010    | Shanghai Waigaoqiao Shipbuilding Co.      | Kranlos                      | 9           | 9         | NK              | Liberia        |
| Columbia       | Supramax   | 58.701        | 2009    | Tsuneishi Shipbuilding                    | 4 × 30 t und Schaufelgreifer | 5           | 5         | NK              | Liberia        |
| Concordia      | Panamax    | 82.499        | 2011    | Oshima Shipbuilding Co.                   | Kranlos                      | 7           | 7         | NK              | Liberia        |
| Courageous     | Supramax   | 52.346        | 2005    | Tsuneishi Shipbuilding                    | 4 × 30 t und Schaufelgreifer | 5           | 5         | NK              | Malta          |
| Gloria         | Panamax    | 82.464        | 2011    | Oshima Shipbuilding Co.                   | Kranlos                      | 7           | 7         | NK              | Liberia        |
| Gotia          | Capesize   | 178.010       | 2012    | Shanghai Waigaoqiao Shipbuilding Co.      | Kranlos                      | 9           | 9         | NK              | Liberia        |
| Hero           | Capesize   | 178.076       | 2010    | Shanghai Waigaoqiao Shipbuilding Co.      | Kranlos                      | 9           | 9         | NK              | Liberia        |
| Intrepid       | Supramax   | 52.347        | 2005    | Tsuneishi Shipbuilding                    | 4 × 30 t und Schaufelgreifer | 5           | 5         | NK              | Malta          |
| Liberty        | Supramax   | 58.679        | 2009    | Tsuneishi Shipbuilding                    | 4 × 30 t und Schaufelgreifer | 5           | 5         | NK              | Liberia        |
| Moonbeam       | Supramax   | 58.138        | 2013    | Tsuneishi Shipbuilding                    | 4 × 30 t und Schaufelgreifer | 5           | 5         | NK              | Isle of Man    |
| Palawan        | Handysize  | 32.029        | 2007    | Hakodate                                  | 4x30 t                       | 5           | 5         | VL              | Marshallinseln |
| Patria         | Handysize  | 24.021        | 1998    | Kanda Zosen sho, Kawajiri                 | 4 × 30 t und Schaufelgreifer | 4           | 4         | NK              | Malta          |
| Pax            | Handysize  | 32.047        | 2009    | Hakodate                                  | 4x30 t                       | 5           | 5         | VL              | Marshallinseln |
| Ranger         | Panamax    | 82.172        | 2012    | Tsuneishi Shipbuilding                    | Kranlos                      | 7           | 7         | NK              | Isle of Man    |
| Rowan 1        | Supramax   | 58.018        | 2010    | Dayang Group                              | 4 × 30 t und Schaufelgreifer | 5           | 5         | VL              | Marshallinseln |
| Rowan 2        | Supramax   | 53.462        | 2009    | Dayang Group                              | 4 × 30 t und Schaufelgreifer | 5           | 5         | VL              | Marshallinseln |
| Rowan 3        | Supramax   | 58.020        | 2010    | Dayang Group                              | 4 × 30 t und Schaufelgreifer | 5           | 5         | VL              | Marshallinseln |
| Rugia          | Capesize   | 176.505       | 2011    | Shanghai Waigaoqiao Shipbuilding Co.      | Kranlos                      | 9           | 9         | NK              | Liberia        |
| TBN            | Supramax   | 63.000        | 2017    | Imabari Shipbuilding Co.                  | 4 × 30 t und Schaufelgreifer | 5           | 5         | NK              | Liberia        |
| Trans Pacific  | Panamax    | 74.403        | 2004    | Hudong-Zhonghua Shipbuilding (Group) Co.  | Kranlos                      | 7           | 7         | AB              | Liberia        |
| Tschaikowsky   | Supramax   | 58.790        | 2008    | Tsuneishi Shipbuilding                    | 4 × 30 t und Schaufelgreifer | 5           | 5         | NK              | Malta          |
| Ultra Daniela  | Supramax   | 61.288        | 2015    | Imabari Shipbuilding Co.                  | 4 × 30 t und Schaufelgreifer | 5           | 5         | NK              | Liberia        |
| Ultra Letizia  | Supramax   | 61.288        | 2015    | Imabari Shipbuilding Co.                  | 4 × 30 t und Schaufelgreifer | 5           | 5         | NK              | Liberia        |
| Urania         | Handysize  | 24.247        | 1998    | Tsuneishi Shipbuilding                    | 4x30 t                       | 4           | 4         | NK              | Malta          |
| Velsheda       | Panamax    | 82.172        | 2012    | Tsuneishi Shipbuilding                    | Kranlos                      | 7           | 7         | NK              | Isle of Man    |